# Federale Parlement van Somalië

Wapen van Somalië

Het Federale Parlement van Somalië (Somalisch: Baarlamaanka Federaalka; Arabisch: البرلمان الاتحادي في الصومال, al-barlaman al-aitihadi) is de in 2012 ingestelde volksvertegenwoordiging van de Federale Republiek Somalië. Voor die tijd bestond er het Voorlopige Federale Parlement van Somalië (2004-2012).
Het Federale Parlement bestaat uit twee Kamers:
- Huis van het Volk - lagerhuis, 254 leden;
- Senaat of Hogerhuis - hogerhuis, 53 leden.

## Eerdere benamingen van het Federale Parlement
- Nationale Vergadering (1956-1969);
- Volksvergadering (1969-1991 [2004]);
- Voorlopige Federale Parlement (2004-2012).

## Ambtsbekleders
|                                      |                                  |            |
| FUNCTIE                              | NAAM                             | TERMIJN    |
|                                      |                                  |            |
| Voorzitter van het Huis van het Volk | Mohamed Mursal Sheikh Abdurahman | 2018–heden |
| Voorzitter van de Senaat             | Abdi Hashi Abdullahi             | 2017–heden |